# Gabriela Cowperthwaite

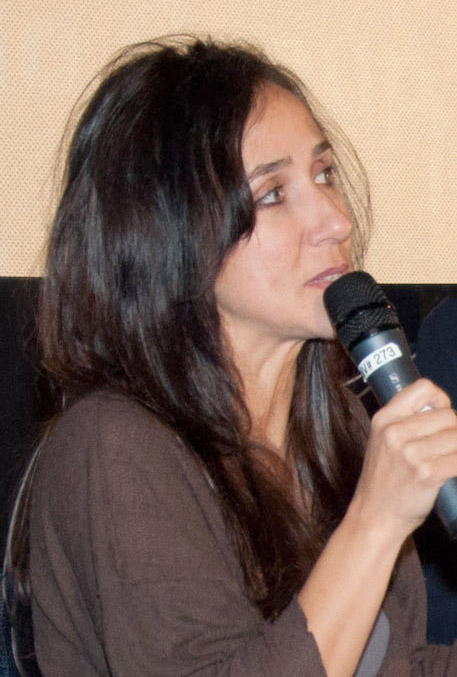
Gabriela Cowperthwaite, 2013

Gabriela Cowperthwaite (* 1971) ist eine US-amerikanische Filmregisseurin und Drehbuchautorin.

## Leben
Gabriela Cowperthwaite wuchs in Denver auf und besuchte das Occidental College in Los Angeles. 2010 erschien mit City Lax ihr erster Dokumentarfilm. Für ihren zweiten Dokumentarfilm, Blackfish über den Orca Tilikum wurde sie für zahlreiche Preise nominiert, darunter einen BAFTA Award.
2017 erschien mit Sergeant Rex – Nicht ohne meinen Hund ihr erster Spielfilm, 2019 folgte The Friend. Mit I.S.S. realisierte sie 2023 ihren dritten Spielfilm.

## Filmografie (Auswahl)
- 2010: City Lax (Dokumentarfilm)
- 2013: Blackfish (Dokumentarfilm)
- 2017: Sergeant Rex – Nicht ohne meinen Hund (Megan Leavey)
- 2019: The Friend (Our Friend)
- 2023: I.S.S.